# Dave Gordichuk
Dave Gordichuk (né le 20 avril 1935 à Vegreville, dans la province de l'Alberta au Canada) est un joueur professionnel canadien de hockey sur glace.

## Carrière de joueur
Il commence sa carrière en 1951 avec les Canucks de Moose Jaw dans la Western Canada junior hockey League.

## Statistiques de carrière
| Saison    | Équipe               | Ligue |    | Saison régulière | Saison régulière | Saison régulière | Saison régulière | Saison régulière |   | Séries éliminatoires | Séries éliminatoires | Séries éliminatoires | Séries éliminatoires | Séries éliminatoires |
| Saison    | Équipe               | Ligue | PJ | B                | A                | Pts              | Pun              | PJ               | B | A                    | Pts                  | Pun                  |                      |                      |
| 1951-1952 | Canucks de Moose Jaw | WCJHL | 42 | 14               | 17               | 31               | 24               | -                | - | -                    | -                    | -                    |                      |                      |
| 1954-1955 | Canucks de Moose Jaw | WCJHL | -  | -                | -                | -                | -                | -                | - | -                    | -                    | -                    |                      |                      |
| 1955-1956 | Quakers de Saskatoon | WHL   | 53 | 14               | 9                | 23               | 45               | 1                | 0 | 0                    | 0                    | 0                    |                      |                      |
| 1959-1960 | Knights d'Omaha      | LIH   | 67 | 28               | 35               | 63               | 45               | -                | - | -                    | -                    | -                    |                      |                      |
| 1960-1961 | Knights d'Omaha      | LIH   | 69 | 34               | 37               | 71               | 38               | 8                | 2 | 1                    | 3                    | 0                    |                      |                      |
| 1961-1962 | Knights d'Omaha      | LIH   | 32 | 11               | 18               | 29               | 20               | 7                | 2 | 4                    | 6                    | 4                    |                      |                      |